# Salkowszczyzna
Salkowszczyzna – wieś w Polsce położona w województwie łódzkim, w powiecie piotrkowskim, w gminie Sulejów, przy trasie drogi wojewódzkiej nr 742.
W latach 1975–1998 miejscowość należała administracyjnie do województwa piotrkowskiego.